# Binder

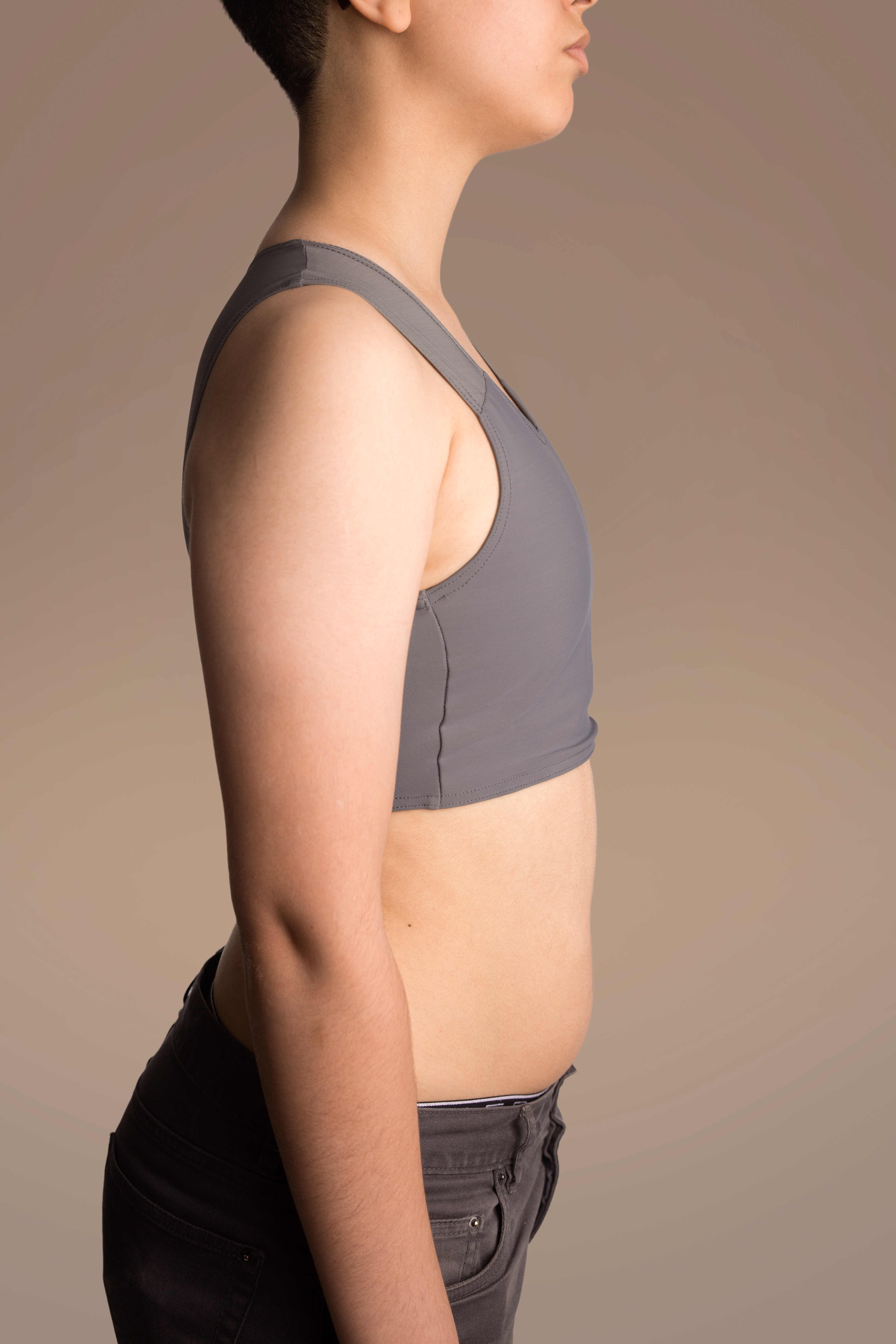
Un hombre trans con binder.

Un binder (/baɪndə/) o camiseta compresora es una prenda que permite disimular los pechos mediante compresión. Esto se puede hacer con distintos materiales, pero se aconseja hacerlo con ropa interior especialmente diseñada para ello. La práctica se asocia comúnmente a la expresión de género de hombres trans, pero también la pueden practicar mujeres travestidas, personas no binarias y hombres con ginecomastia.
La palabra es un anglicismo proveniente del verbo inglés bind (pronunciado /baɪn.dɪŋ/), que viene a significar «atar», «vendar» o «restringir» y, por tanto, se puede traducir como vendaje de senos.

## Historia

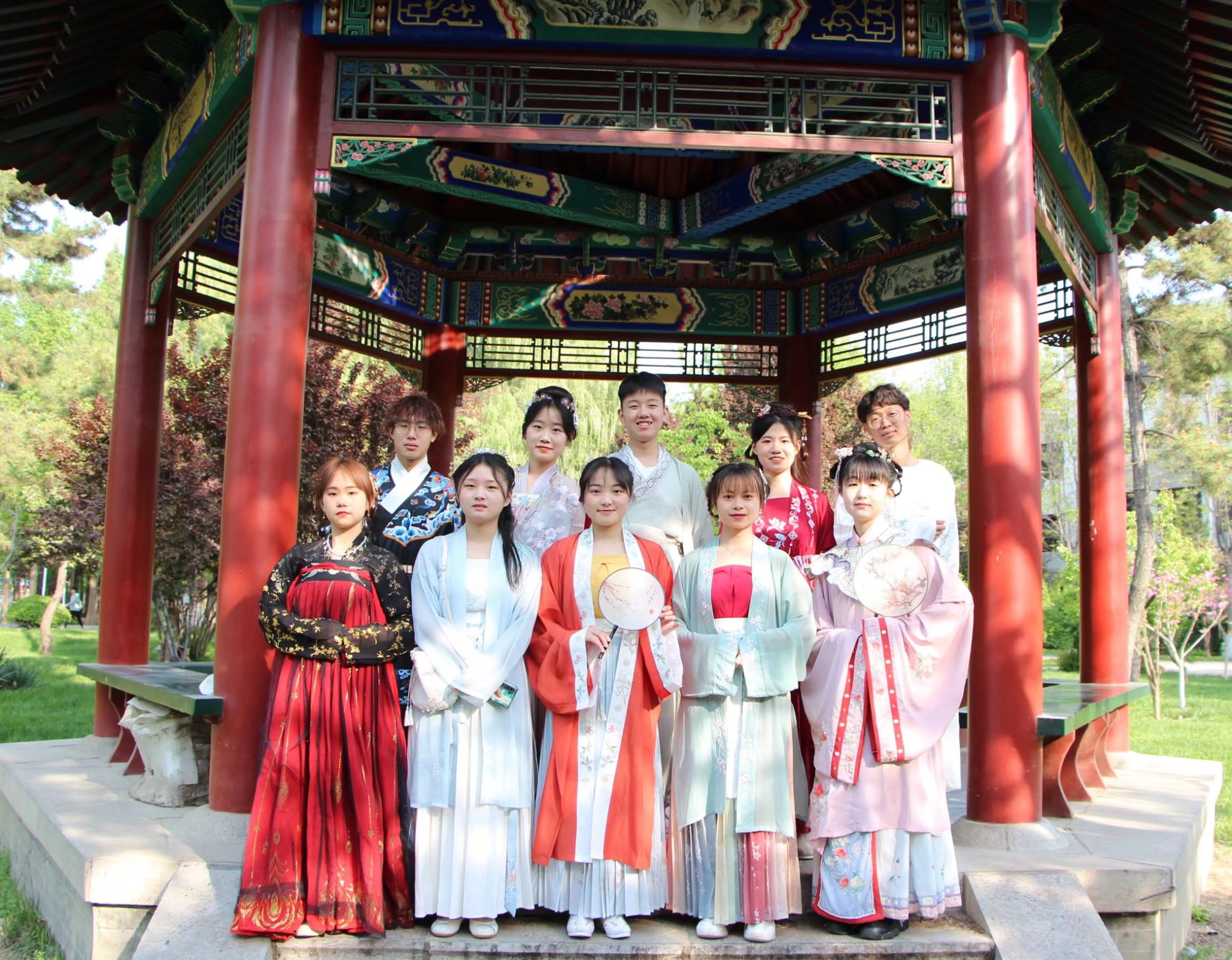
Un grupo de mujeres con vestimenta tradicional china (2021). Las tres mujeres en la parte inferior central llevan un moxiong, que oprime el pecho.

Los pechos se han comprimido a través de la historia por muy diversas razones, en función de como era percibida la femininad. Notablemente, durante la época victoriana estaba de moda restringir el pecho mediante el uso de corsés.
En el contexto chino, revelar las curvas o tener pechos prominentes se consideraba lascivo en una mujer, y estas se ocultaban, a menudo atandolos con un moxiong o un dudou. Se hizo especialmente durante las dinastías Tang y Song. La venda de pechos que continuó hasta la década de 1930, dándose sobre todo entre las mujeres de clase alta.

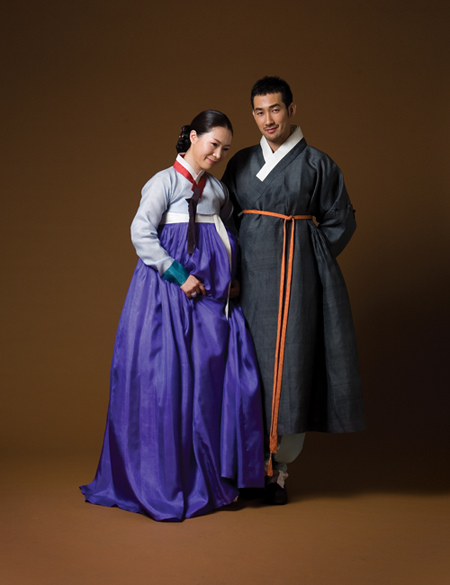
Una mujer y un hombre vistiendo un hanbok tradicional.

En Corea, mujeres que vestían el tradicional hanbok ocultaban el cuerpo femenino vendando fuertemente sus pechos con una banda de tela.
En Japón, el kimono tradicional aplana el pecho a través de un obi y un cinturón datemaki envuelto alrededor del torso, que actúa como un gran binder desde el pecho hasta la cintura.
Tras la Primera Guerra Mundial, algunas de las mujeres que trabajaban en oficinas se vendaban el pecho cotidianamente para evitar suscitar el interés de sus compañeros.
En África, a las adolescentes bororo se les vendaban los senos con fuerza para inducir la flacidez, disminuir la deseabilidad sexual y mejorar su capacidad de amamantar. En culturas donde los senos de las adolescentes púberes se planchan para inhibir su desarrollo, las clases más ricas suelen optar por utilizar un cinturón elástico para comprimir y aplanar los senos.
Hasta principios del siglo XX, muchas monjas católicas se vendaban los pechos bajo el hábito para desviar la atención del clero masculino y disminuir el deseo sexual de los hombres.
Durante los años 20, las siluetas de pecho plano estaban de moda y se consideraba parte del look femenino ideal. Las fajas se utilizaban para apretar las tetas contra la caja torácica. Para presentar una forma andrógina, las flappers utilizaban vendas.

## Razones

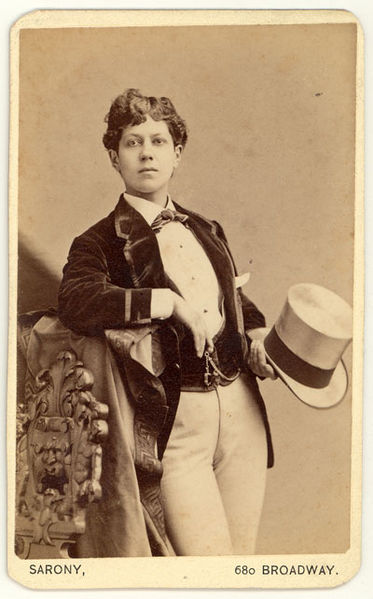
Imitadora masculina Ella Wesner. Los imitadores, actores en un papel con calzones o los drag kings pueden vendarse los pechos como parte de su disfraz.

Entre las razones para hacer binding, se encuentran:
- Para combatir la disforia de género a través de una presentación masculina. Esto se aplica a los hombres trans y es la razón más común.
- Restringir el movimiento tras una lesión o cirugía, como otros de vendajes.
- Para hacerse pasar por hombre, cosplay, crossplay y otras formas de disfraz.
- Por belleza o moda.
- Evitar la lactancia.[13]

- Algunas adolescentes cisgénero llevan a cabo prácticas de binding cuando entran en la pubertad, avergonzadas por la telarquia (desarrollo mamario). Esto puede tener como razón un trastorno dismórfico corporal.[14]

## Uso transgénero

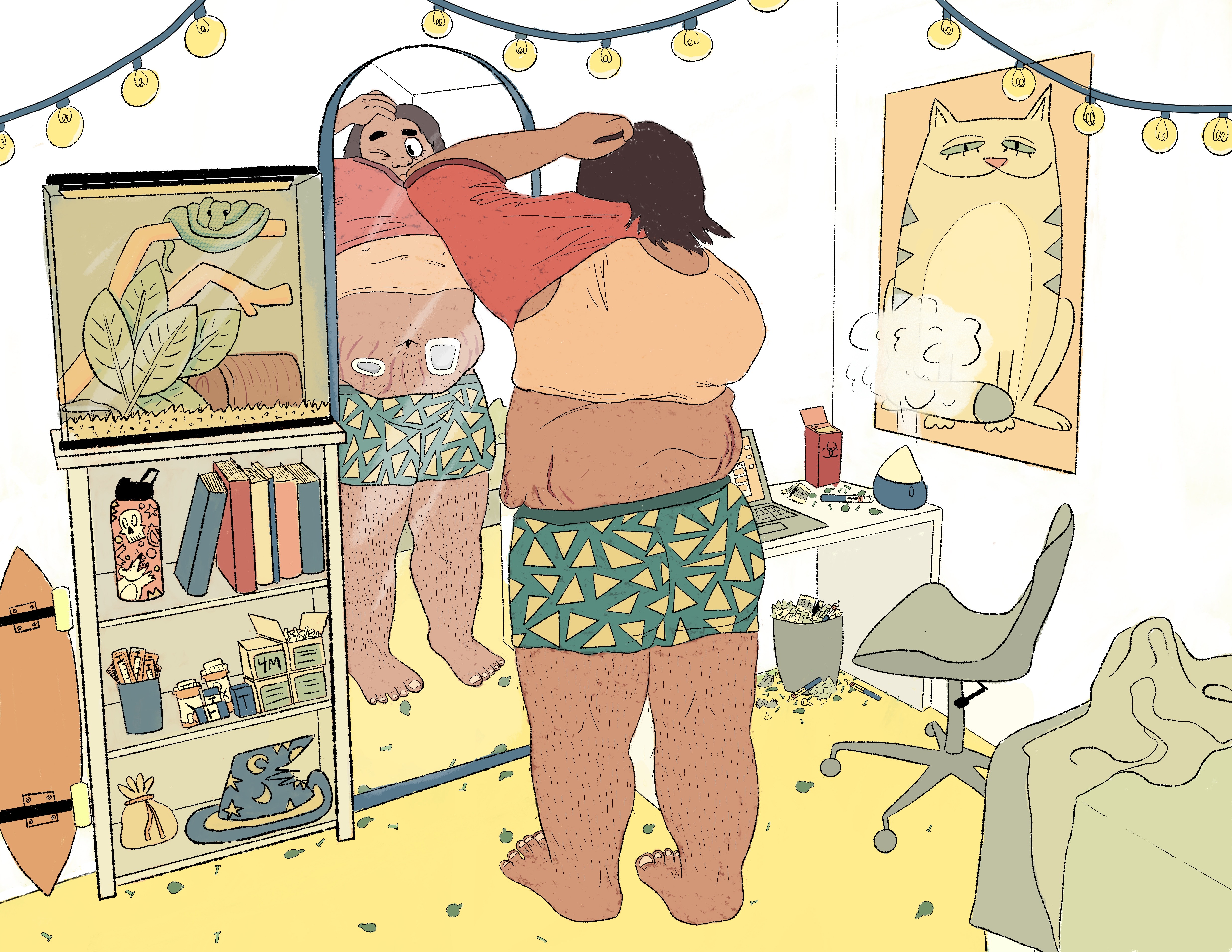
Dibujo de una persona transmasculina filipina con binder.

Los hombres trans y las personas no binarias pueden llevar camisetas de compresión para aliviar la disforia de género y dar lugar a euforia de género. Puede utilizarse como una solución provisional antes de llevar a cabo una cirugía de masculinización del tórax.
A pesar de los beneficios sociales y psicológicos, el binding prolongado ha sido descrito como una práctica peligrosa por diversos profesionales de salud, lo que algunas personas trans deciden ignorar, argumentando que muchos médicos siguen sin estar sensibilizados al respecto. En estos casos, la presencia de profesionales de salud que no estigmaticen las prácticas de masculinización puede animar a las personas trans a seguir los consejos médicos.

## Ginecomastia
Los hombres cisgénero con ginecomastia pueden encontrar motivos para practicar el binding para controlar la apariencia de los senos en espera o como alternativa a la cirugía. Algunas empresas de indumentaria (como Underworks) fabrican camisetas de compresión para hombres cisgénero que proporcionan el mismo resultado que una faja para los senos.

## Métodos

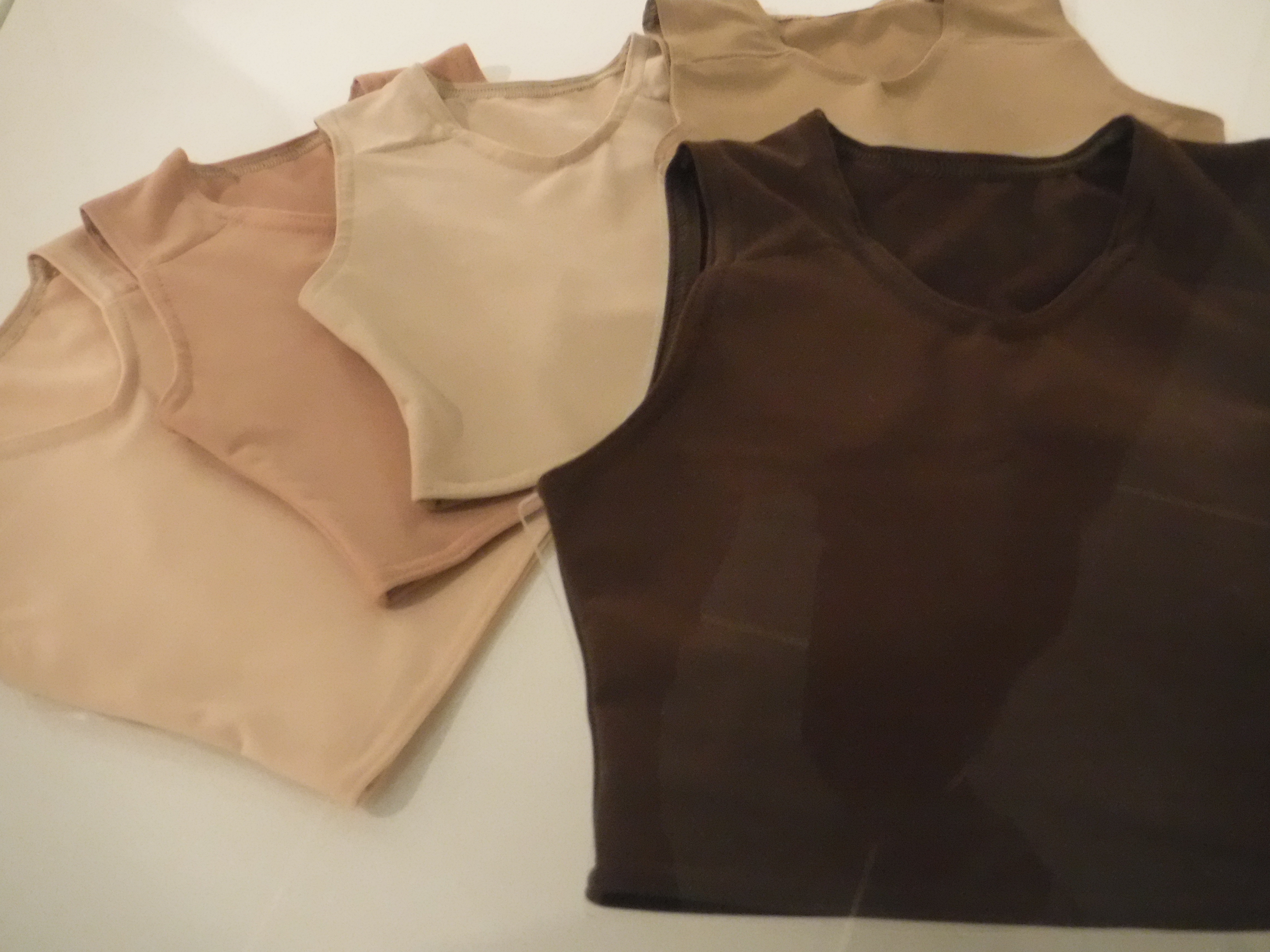
Binders exhibidos en una exhibición del Science History Institute dedicada a las prendas elásticas.

Los binders modernos son prendas interiores especialmente diseñada, a menudo hechas de elastano u otras fibras sintéticas. Otros materiales de unión comunes incluyen tiras de tela o vendajes no elásticos. Estos vendajes elásticos (como los de la marca «Ace») no se consideran seguros.
También hay personas que han utilizado cinta adhesiva para vendarse los senos, pero esta alternativa también es muy peligrosa y debe evitarse. Es más seguro utilizar una faja de calidad o un sujetador deportivo.

## Riesgos
Hacer binding puede dar lugar a distintos problemas de salud, que incluyen dificultad para respirar, dolor de espalda, erupciones cutáneas y deformación de la caja torácica.
Una regla práctica que algunos usuarios han adoptado para minimizar las complicaciones es limitar el uso a no más de ocho horas. El binding durante períodos demasiado prolongados provoca erupciones cutáneas o candidiasis bajo de las mamas, dolor de espalda o dolor torácico, dificultad para respirar, sobrecalentamiento e incluso fractura de costillas. Además, se sabe que algunos materiales improvisados o de poca calidad o aumentan el riesgo de complicaciones. El binding mal hecho puede deformar permanentemente las mamas, causar cicatrices y constricción pulmonar. A largo plazo, el binding también puede afectar negativamente el resultado de una futura mastectomía.